# Annamária Vicsek
Annamária Vicsek (en serbe : Анамарија Вичек), née le 9 février 1973 à Subotica, est une femme politique serbe et hongroise. 
Issue de la minorité hongroise de Serbie, elle devient membre de l'Alliance des Magyars de Voïvodine, alignée sur le Fidesz. Elle est membre de l'Assemblée nationale serbe pendant deux mandats, puis secrétaire d'État au ministère serbe de l'Éducation de 2016 à 2024
Elle est élue députée européenne pour la Hongrie lors des élections de 2024, sur la liste Fidesz–KDNP. 

## Biographie

### Jeunesse et carrière professionnelle
Annamária Vicsek naît le 9 février 1973 à Subotica (en hongrois : Szabadka), qui fait alors partie de la province socialiste autonome de Voïvodine en RS de Serbie (république fédérative socialiste de Yougoslavie). 
Elle fait ses études primaires et secondaires à Novi Sad, principale ville de Voïvodine, avant de sortir diplômée de la faculté d'éducation spécialisée Bárczi Gusztáv de Budapest. Elle poursuit ses études à l'université Loránd-Eötvös. En 2008, Annamária Vicsek obtient une maîtrise en pédagogie à l'université de Novi Sad.
Elle devient orthophoniste de profession, ainsi que formatrice en développement de l'enfant. Elle a notamment conçu un certain nombre de programmes de formation continue destinés aux enfants ayant des besoins spécifiques. À partir de 2007, elle est employée par le département de développement de l'Institut pédagogique de Voïvodine puis, de 2010 à 2014, elle en prend la direction,.

### Carrière politique

#### En Serbie
Annamária Vicsek rejoint l'Alliance des Magyars de Voïvodine (VMSZ) en 2008 et est membre de la présidence du conseil municipal de Novi Sad. Candidate en 6e position sur la liste électorale du VMSZ lors des élections législatives serbes de 2012, elle échoue de peu à être élue, la liste n'ayant remporté que cinq sièges. 
À la même position lors des élections parlementaires de 2014, elle est cette fois élue et entre à l'Assemblée nationale serbe. Le Parti progressiste serbe (SNS) remporte ces élections et forme un gouvernement majoritaire. Le VMSZ le soutient à l'Assemblée nationale. Annamária Vicsek est membre de la commission à l'éducation, de la commission du travail et de la commission de la santé et de la famille. Elle fait aussi partie des groupes d'amitié parlementaires avec le Danemark et la Finlande.
Lors des élections parlementaires de 2016, Annamária Vicsek figure à la cinquième position sur la liste du VMSZ. Elle n'est cependant pas élue car la liste ne remporte que 4 sièges. Au Parlement, le parti apporte à nouveau son soutien au SNS et, en septembre 2016, Annamária Vicsek est nommée secrétaire d'État au ministère de l'Éducation, bien qu'elle ne soit pas députée. Elle joue notamment un rôle important dans la coordination de la réponse du ministère à la pandémie de Covid-19 en 2020.
Lors des élections législatives de 2020, l'Alliance des Magyars de Voïvodine axe sa campagne sur un objectif d'augmentation de la participation électorale. C'est un succès et le parti remporte un nombre record de neuf sièges. Annamária Vicsek, qui figure à nouveau en cinquième position sur la liste, est élue pour la deuxième fois. De son côté, le Parti progressiste remporte une victoire écrasante et, lors de la formation du nouveau gouvernement, la députée redevient secrétaire d'État au ministère de l'Éducation. Elle démissionne de son siège à l'Assemblée le 27 novembre 2020.
En 2022, lors des élections législatives, Annamária Vicsek est douzième sur la liste électorale du VMSZ et n'est pas réélue. Pour les élections parlementaires de 2023, cette fois placée huitième sur la liste, elle échoue à nouveau à se faire élire. Elle continue à exercer les fonctions de secrétaire d'État auprès du ministère de l'Éducation jusqu'en 2024.

#### Comme députée européenne pour la Hongrie
Après sa carrière publique en Serbie, Annamária Vicsek entre en politique en Hongrie. Elle prend la suite d'Andor Deli, député européen représentant officieusement la communauté hongroise de Voïvodine, qui n'est pas candidat aux élections européennes de 2024. Elle figure en huitième position sur la liste électorale de l'alliance Fidesz–KDNP. Hungarian Conservative la présente explicitement comme la candidate de la communauté magyare de Voïvodine,. 
La liste obtient 11 sièges sur les 21 revenant à la Hongrie au sein du Parlement européen, ce qui permet à Annamária Vicsek d'être élue. Elle siège au sein du groupe d'extrême droite Patriotes pour l'Europe.